# Terra Mystica
Terra Mystica és un joc de tauler guanyador del Deutscher Spiele Preis i el Premi Internacional de Jugadors en 2013. L'objectiu és expandir els dominis de la facció escollida, cadascuna amb habilitats diferents, sobre un tauler de diferents terrenys i sumar punts amb les cartes de bonificació associades a la construcció d'edificis. Al seu torn, cada jugador ha d'intentar terraformar el tauler per obtenir més caselles del seu terreny base i a sobre edificar ciutats com més connectades millor per assolir la victòria mentre s'impedeix al rival construir.
Per poder dur a terme accions es necessiten punts de poder que es guanyen fent rotar uns cubs entre bols. Aquests sistema d'assignar punts d'acció és un dels més valorats del joc i ha estat replicat per altres títols. Terra Mystica compta amb expansions, oficials i creades pels fans, que inclouen nous terrenys, més faccions i fitxes d'habilitats extres. Ha inspirat dos jocs que es poden considerar com a continuacions: Gaia Project i Age of Innovation.
Des de fa diversos anys és entre els 25 millors del rànquing de la plataforma Board Game Geek.